# Live In Ohne Filter 1999 (America)
Live In Ohne Filter 1999 è un concerto del gruppo folk rock statunitense America tenutosi il 16 giugno 1999.
Da questo concerto sono tratti gli album "Struttin' Our Stuff" e "Greatest Hits In Concert".

## Il concerto
Il concerto è stato registrato dalla stazione televisiva pubblica tedesca "Ohne Filter" in diretta il 16 giugno 1999. Gli America hanno suonato molti dei loro successi ma anche brani estratti dal loro ultimo album "Human Nature" quindi "Pages", "Wheels Are Turning", "Wednesday Morning" e "From A Moving Train".

## Album del concerto
Sono usciti molti album contenenti questo concerto. La prima uscita è un DVD del 1999 pubblicato dall'etichetta Inakoustik che conteneva il filmato completo dell'esibizione del duo che escludeva però i brani "I Need You" e "Wednesday Morning" e di fatto non è data come una pubblicazione ufficiale del gruppo. Il primo album ufficiale risale al 2004 "Struttin' Our Stuff" pubblicato anche in SACD.
Nel 2020 è uscito con il nome alternativo di "Greatest Hits In Concert" e nel 2022 viene pubblicato con l'erroneo nome "Live in Germany 1996" che esclude nuovamente le tracce "I Need You" e "Wednesday Morning".

## Tracce
1. Riverside (Dewey Bunnell) – 3:27
2. Ventura Highway (Bunnell) – 3:46
3. You Can Do Magic (Russ Ballard) – 4:05
4. Daisy Jane (Gerry Beckley) – 3:10
5. Three Roses (Bunnell) – 3:24
6. I Need You (Beckley) – 2:31 – Escluso da "Live in Germany 1996"
7. Wednesday Morning (Beckley) – 3:48 – Escluso da "Live in Germany 1996"
8. Pages (Bunnell, Beckley) – 3:59
9. Wheels Are Turning (Bunnell, Beckley) – 4:33
10. Tin Man (Bunnell) – 3:57
11. Only in Your Heart (Beckley) – 3:06
12. Lonely People (Dan Peek, Catherine Peek) – 2:34
13. Last Unicorn (Jimmy Webb) – 3:21
14. From a Moving Train (Beckley) – 3:45
15. Sandman (Bunnell) – 5:56
16. Sister Golden Hair (Beckley) – 3:55
17. A Horse with No Name (Bunnell) – 5:00

## Formazione
America
- Gerry Beckley - chitarra, piano e voce
- Dewey Bunnell - chitarra e voce

Altri musicisti
- Brad Palmer - basso
- Willie Leacox - batteria
- Mike Woods - chitarra